# 서울 흥천사 아미타불도
서울 흥천사 아미타불도는 대한민국 서울특별시 성북구 흥천사 극락보전 불단 뒤편 벽에 그려져 있는 조선 후기의 불화이다.
2015년 1월 15일 서울특별시의 유형문화재 제367호로 지정되었다.

## 개요
가운데에 아미타불을 중심으로 여섯 보살과 사천왕, 가섭존자와 아난존자, 십대제자 등이 그려져 있다. 대좌에 결가부좌한 아미타불은 왼손을 배 부분에 놓고 오른손을 어깨 위로 올려 엄지와 검지·중지를 결한 아미타설법인을 취하고 있다. 좌우에 배열한 보살들은 아미타팔대보살도에 등장하는 8위의 보살 가운데 6위만을 표현한 것으로, 지물상 존명이 확인되는 보살은 연꽃을 든 문수보살, 여의를 든 보현보살, 보관에 화불(畵佛)이 표현된 관음보살, 보관에 정병이 표현된 대세지보살, 수정구슬과 석장을 든 지장보살과 그 짝을 이루는 미륵보살 등이다(금강장보살과 제장애보살은 생략).
윗부분에 그려진 십대제자의 상호는 닫집에 가려 확인할 수 없으나 아미타불을 향하거나 서로 마주보는 자세를 취하면서 합장을 하거나 정병, 불자, 서책을 들고 있는 등 다양한 모습을 하고 있다. 아랫부분에는 오른쪽에 비파를 지물로 든 천왕(광목천왕)과 검을 비스듬히 든 천왕(지국천왕)이 있고 맞은편에는 각기 탑과 당, 용과 여의주를 쥔 천왕(다문천왕, 증장천왕)이 서 있다. 이와 같은 구성은 조선 후기 후불도에서 볼 수 있는 일반적인 구도이다.
불보살의 상호는 둥근 얼굴형에 눈, 코, 입을 작게 그렸으며 피부는 원래 황금색과 유사한 황갈색을 칠하였던 것이 짙은 갈색으로 변색되었고, 화면 하단에 쥐가 쏠아서 훼손된 부분이 있으며, 오른쪽 사천왕 부분이 찢겨 있기는 하지만, 화면의 꺾임과 구김 현상, 안료와 바탕 천의 박락 등이 거의 진행되지 않아 보존상태가 비교적 양호하다.
그림에서 가장 많이 사용된 색은 붉은색이다. 아미타여래의 대의(大衣)와 보살의 보관 및 천의는 모두 붉은색을 칠하고 광배나 옷단에는 녹색을 칠하여 변화를 주었다. 이밖에 주존을 부각시키기 위해 신광을 오색으로 표현하였다. 화면 상단에는 법당에 봉안할 당시 제작해 걸어놓은 복장낭 두 점이 있으며, 뒷면에는 언문으로 적은 시주자와 극락발원 내용이 있다. 그림에는 다음과 같은 내용의 묵서명이 남아 있다.
<畵記>

① 同治六年丁◍」我臘月二十◍」三角山興天」寺後佛幀」奉安仍于」緣化秩」證明印虛」怏明」
霽月典貞」虛丹德眞」誦呪義庵」普寬」金魚義雲」慈雨」比丘應完」持殿能波」義賢」都監
澦雲」舜基」別座靑峯」應策」供司淨◍」鐘頭奉玉」施主秩」奉爲」主上殿下壬」子生李
氏」玉体安寧」王妃殿下」辛亥生閔」氏玉体無疆」尙宮甲戌生」千氏」淸信女尙」宮己未
生」趙氏慧◍華」淸信女尙宮」壬戌生安氏」大鏡華」淸信女丙」子生裵氏」紅蓮花」
 ② 童子丁卯生」 金氏阿只」化主鏡山堂」處均」

 <복장낭 묵서>

① 쳥선녀뮨슈김셔을사셩후

② 쳥선녀원셩기츅송후○극락발원

흥천사 아미타불도는 1867년에 은산당 허균(鏡山堂處均)이 화주(化主)로 나서 왕실의 상궁(尙宮)인 천씨(千氏), 조씨(趙氏), 안씨(安氏) 등의 시주를 받아 고종과 왕비 민씨의 안녕과 무강을 기원하며 제작되었다. 불화를 그린 이는 의운자우(義雲慈雨)와 보조화원 응완(應完)이다. 의운자우는 19세기 중엽에 경상북도에서 화승으로써 이름을 떨친 인물로, 흥천사 아미타불도 외에도 경북 예천 보문사 독성도(1859년), 경북 울진 불영사 신중도(1860년), 경북 영천 은해사 원통전 아미타불회도, 경북 영천 은해사 운부암 아미타불회도(1862년), 경북 영천 묘각사 아미타불회도(1863년), 강원도 영월 보덕사 영산회상도(1868년) 등이 의운자우의 작품이다. 보조화원인 응완은 1867년과 1868년에 의운자우가 주도하는 서울 흥천사와 영원 보덕사 불사에 참여한 이후 1869년에는 수화승 경선응석이 제작하는 남양주 흥국사 팔상도 제작에도 참여하였다.
즉 흥천사 아미타불도는 19세기 후반 서울 지역에서 보이는 경상도 화풍이 반영된 수준있는 후불도라는 점에서 미술사적 의미뿐만 아니라 지역 간의 교류사에 있어 중요한 의미를 가진 불화이며, 시주자로 상궁이 참여하고 있어 19세기 후반 서울지역에서 나타나는 왕실과 사찰간의 후원 양상을 보여주고 있다.

## 참고 자료
- 흥천사 아미타불도 - 국가유산청 국가유산포털